# 649 Josefa
649 Josefa eller 1907 AF är en asteroid i huvudbältet, som upptäcktes 11 september 1907 av den tyska astronomen August Kopff i Heidelberg. Ursprunget till namnet är okänt.
Asteroiden har en diameter på ungefär 7 kilometer.